# Charles F. Haanel
Charles Francis Haanel (1866-1949) était un homme d'affaires américain. Il est connu pour son livre The Master Key System (1912) qui couvre tout ce que vous devez savoir pour devenir riche et en bonne santé.
Passionné par l'économie, la philosophie et la finance il élabora un livre fondateur et reconnu par les économistes mondiaux.
En 1919, Napoleon Hill lui écrivit une lettre le remerciant pour The Master Key System et sa rédaction. Dans la lettre, Hill lui écrivit "mon succès actuel et le succès qui a suivi mon travail comme Président de l'Institut Napoleon Hill est due largement aux principes établis dans The Master-Key System." 
La rumeur dit que Bill Gates, tandis qu'il était à Harvard, découvrit une copie du The Master Key System. Il aurait été si inspiré par ce livre qu'il a laissé tomber l'école et commencé sa carrière dans l'industrie informatique, ce qui lui a permis de devenir l'homme le plus riche du monde comme fondateur et propriétaire de Microsoft.
En plus de Napoleon Hill, de nombreux entrepreneurs et personnages comme Arthur E. Stillwell, Orison Swett Marden, George L. Davis, Jas. W. Freeman ou encore Jean F. Howry attestent publiquement de l'importance du Master Key System dans le succès qu'ils rencontrent. La rumeur veut également que ce soit un livre extrêmement populaire dans la Silicon Valley.
Une analyse de l'entreprise Google révèle l'application des principes enseignés dans le Master Key System.
Il a écrit plusieurs autres livres dont Mental Chemistry et The New Psychology.

### Éditions anglaises d'origine par ordre chronologique
Parmi ses principales œuvres en anglais, on peut citer :
- The Master Key System. 1912 (cours par correspondance, 1 chapitre par semaine)
- The Master Key System. 1917 (Texte intégral dans 1 livre).
- Mental Chemistry. 1922.
- Cause and Effect. 1923.
- The New Psychology. 1924.
- A Book About You. 1928. (également réimprimé avec le titre abrégé You)
- Psychology of Business Success. 1930.
- The Amazing Secrets of the Yogi. c.1937

### Éditions anglaises d'origine traduites en français
- La clé de la maîtrise (traduction du livre : The Master Key System), éditions Le Dauphin Blanc, Québec, 2007, 272 pages,  (ISBN 978-2-89436-183-2)
- La Cause et l'Effet (traduction du livre : Cause and Effect), éditeur Le Dauphin Blanc, Québec, 2009, 214 pages,  (ISBN 978-2-89436-221-1)
- La chimie mentale] (traduction du livre : Mental Chemistry), éditeur Euphoria Balmoral Kindle Edition, Amazon, Québec, 2012

### Éditions anglaises republiées
Différentes éditions de The Master Key System
- The Master Key System in 24 Parts.par Charles F. Haanel, édité par Anthony R. Michalski  (ISBN 0-9678514-0-8)
- The Master Key System: 28 Part Complete Deluxe Edition. par Charles F. Haanel. Isthar Publishing (Juillet 2007)  (ISBN 978-0-9780535-8-1)
- The Master Key System Large Font Edition. par Charles F. Haanel, édité par Andras M. Nagy  (ISBN 978-0-9753093-3-9)

Compilations posthumes avec des contributions écrites par d'autres auteurs :
- Master Key Arcana. (la version en 28 chapitres du livre The Master Key plus des textes d'auteurs qui ont influencé Haanel; illustré avec des images des livres, brochures et cours d'origine de Haanel.) 2004
- How to Master Abundance and Prosperity: The Master Key System Decoded: An Executive Summary. par Prof. C. W. Haanel Mentz  (ISBN 1-4257-1035-2)
- The Master Key System in 24 Parts: Workbook Edition. par Charles F. Haanel et Donald Gordon Carty  (ISBN 1-4116-7362-X)  (ISBN 978-1-4116-7362-5)